# Syb van Ottele
Syb van Ottele (Nimega, 2 febbraio 2002) è un calciatore olandese, difensore del Fortuna Sittard.

## Carriera

### Club
Cresciuto nel settore giovanile del N.E.C., ha esordito in prima squadra il 28 agosto 2020, disputando l'incontro di Eerste Divisie perso per 2-0 contro il Cambuur. L'8 gennaio 2021 viene acquistato dall'Heerenveen, con cui firma un contratto fino al 2024. Il 2 maggio successivo ha esordito in Eredivisie, giocando l'incontro pareggiato per 2-2 sul campo del PSV, partita nella quale subentra al 69' a Rodney Kongolo.

### Nazionale
Ha rappresentato le nazionali giovanili olandesi, dall'Under-15 all'Under-18.
Nel 2019 ha vinto gli Europei Under-17.

## Statistiche

### Presenze e reti nei club
Statistiche aggiornate al 22 maggio 2022.
| Stagione        | Squadra         | Campionato      | Campionato | Campionato | Coppe nazionali | Coppe nazionali | Coppe nazionali | Coppe continentali | Coppe continentali | Coppe continentali | Altre coppe | Altre coppe | Altre coppe | Totale | Totale |
| Stagione        | Squadra         | Comp            | Pres       | Reti       | Comp            | Pres            | Reti            | Comp               | Pres               | Reti               | Comp        | Pres        | Reti        | Pres   | Reti   |
| --------------- | --------------- | --------------- | ---------- | ---------- | --------------- | --------------- | --------------- | ------------------ | ------------------ | ------------------ | ----------- | ----------- | ----------- | ------ | ------ |
| 2020-gen. 2021  | N.E.C.          | EED             | 9          | 0          | CO              | 0               | 0               |                    | -                  | -                  |             | -           | -           | 9      | 0      |
| gen.-giu. 2021  | Heerenveen      | ERE             | 3          | 0          | CO              | 0               | 0               |                    | -                  | -                  |             | -           | -           | 3      | 0      |
| 2021-2022       | Heerenveen      | ERE             | 4          | 0          | CO              | 0               | 0               |                    | -                  | -                  |             | -           | -           | 4      | 0      |
| Totale carriera | Totale carriera | Totale carriera | 16         | 0          |                 | 0               | 0               |                    | -                  | -                  |             | -           | -           | 16     | 0      |